# Championnat de Mongolie de football 2012
Navigation
Saison précédente Saison suivante
La saison 2012 du Championnat de Mongolie de football est la dix-septième édition de la MFF League, le championnat de première division en Mongolie. Les huit équipes sont regroupées au sein d'une poule unique où elles s'affrontent deux fois, à domicile et à l'extérieur. 
C'est le club d'Erchim qui remporte la compétition après avoir terminé en tête du classement final, avec trois points d'avance sur Khoromkhon et quatre sur Ulaanbaatar DS. Il s'agit du septième titre de champion de Mongolie de l'histoire du club.
Le club d'Ulaanbaatar Mazaalai quitte la compétition à l'issue de la phase aller.

## Les clubs participants
- Erchim
- Khangarid
- Khasiin Khulguud
- Ulaanbaatar DS
- Ulaanbaatar Mazaalai
- Khoromkhon
- Selenge Press
- FC Ulaanbaatar

## Compétition
Le barème de points servant à établir le classement se décompose ainsi :
- Victoire : 3 points
- Match nul : 1 point
- Défaite : 0 point

### Classement
| Rang | Équipe                       | Pts | J  | G | N | P  | Bp | Bc | Diff |
| ---- | ---------------------------- | --- | -- | - | - | -- | -- | -- | ---- |
| 1    | ErchimC                      | 27  | 12 | 8 | 3 | 1  | 35 | 11 | +24  |
| 2    | Khoromkhon                   | 24  | 12 | 7 | 3 | 2  | 25 | 14 | +11  |
| 3    | Ulaanbaatar DS               | 23  | 12 | 7 | 2 | 3  | 38 | 25 | +13  |
| 4    | Khasiin Khulguud             | 16  | 12 | 5 | 1 | 6  | 29 | 24 | +5   |
| 5    | Khangarid                    | 16  | 12 | 5 | 1 | 6  | 21 | 23 | -2   |
| 6    | FC UlaanbaatarT              | 12  | 12 | 4 | 0 | 8  | 17 | 32 | -15  |
| 7    | Selenge Press                | 3   | 12 | 1 | 0 | 11 | 18 | 54 | -36  |
| 8    | Ulaanbaatar Mazaalai abandon | 5   | 7  | 1 | 2 | 4  | 7  | 20 | -13  |

|  | Qualification pour la Coupe du président de l'AFC 2013    |
|  | Abandon de la compétition en cours de saison              |
|  | T : Tenant du titre C : Vainqueur de la Coupe de Mongolie |

### Matchs
| Résultats (▼dom., ►ext.) | Erc | Kho | Ula | KhK  | Kha | FCU | Sel | Maz |
| Erchim                   |     | 0-1 | 3-3 | 2-0  | 4-0 | 3-1 | 3-0 |     |
| Khoromkhon               | 1-1 |     | 2-3 | 1-1  | 3-3 | 0-1 | 5-2 | 5-1 |
| Ulaanbaatar DS           | 2-2 | 1-2 |     | 4-1  | 1-2 | 4-0 | 7-1 |     |
| Khasiin Khulguud         | 0-2 | 1-3 | 2-3 |      | 4-2 | 1-2 | 3-0 | 1-2 |
| Khangarid                | 1-2 | 0-1 | 2-3 | 1-2  |     | 1-0 | 4-2 | 4-2 |
| FC Ulaanbaatar           | 1-6 | 1-3 | 4-6 | 0-4  | 0-1 |     | 3-2 |     |
| Selenge Press            | 1-7 | 0-3 | 4-1 | 4-10 | 1-4 | 1-4 |     | 1-1 |
| Ulaanbaatar Mazaalai     | 0-4 |     | 0-4 |      |     | 1-1 |     |     |

## Bilan de la saison
| Championnat de Mongolie de football 2012 |                   |
| Champion                                 | Erchim (7e titre) |
| Coupes et trophées                       |                   |
| Vainqueur de la Coupe de Mongolie 2012   | Erchim            |
| Vainqueur Supercoupe de Mongolie 2012    | Erchim            |
| Qualifications continentales             |                   |
| Coupe du président de l'AFC 2013         | Erchim            |
| Promotions et relégations                |                   |
| Promus en MFF League                     | Aucun             |
| Relégués                                 | Aucun             |